# Piotr Grocholski
Piotr Grocholski (ur. 1975, zm. 12 stycznia 2020) – polski gitarzysta, współzałożyciel i członek death metalowej grupy muzycznej Devilyn.

## Życiorys
Jako gitarzysta prowadzący był członkiem grupy Cerebral Concussion przekształconej w 1996 w Devilyn. Razem z grupą w 1994 zarejestrował jeszcze jako Cerebral Concussion, płytę demo pt. The Rule, a następnie dwa pierwsze albumy Devilyn: Anger z 1997 i Reborn in Pain z 1999, których wydawcą było Listenable Records.
W ostatnim okresie życia zmagał się z chorobą nowotworową. Zmarł 12 stycznia 2020. Został pochowany na tarnowskim cmentarzu w Klikowej.